# 柏氏燈籠棘鮫
柏氏燈籠棘鮫（学名：Etmopterus burgessi）为燈籠棘鮫科烏鯊屬下的一个种。

## 扩展阅读
- 維基物種上的相關：柏氏燈籠棘鮫